# Кабриолет
Кабриоле́т (фр. cabriolet) — легковой автомобиль с откидывающимся верхом.

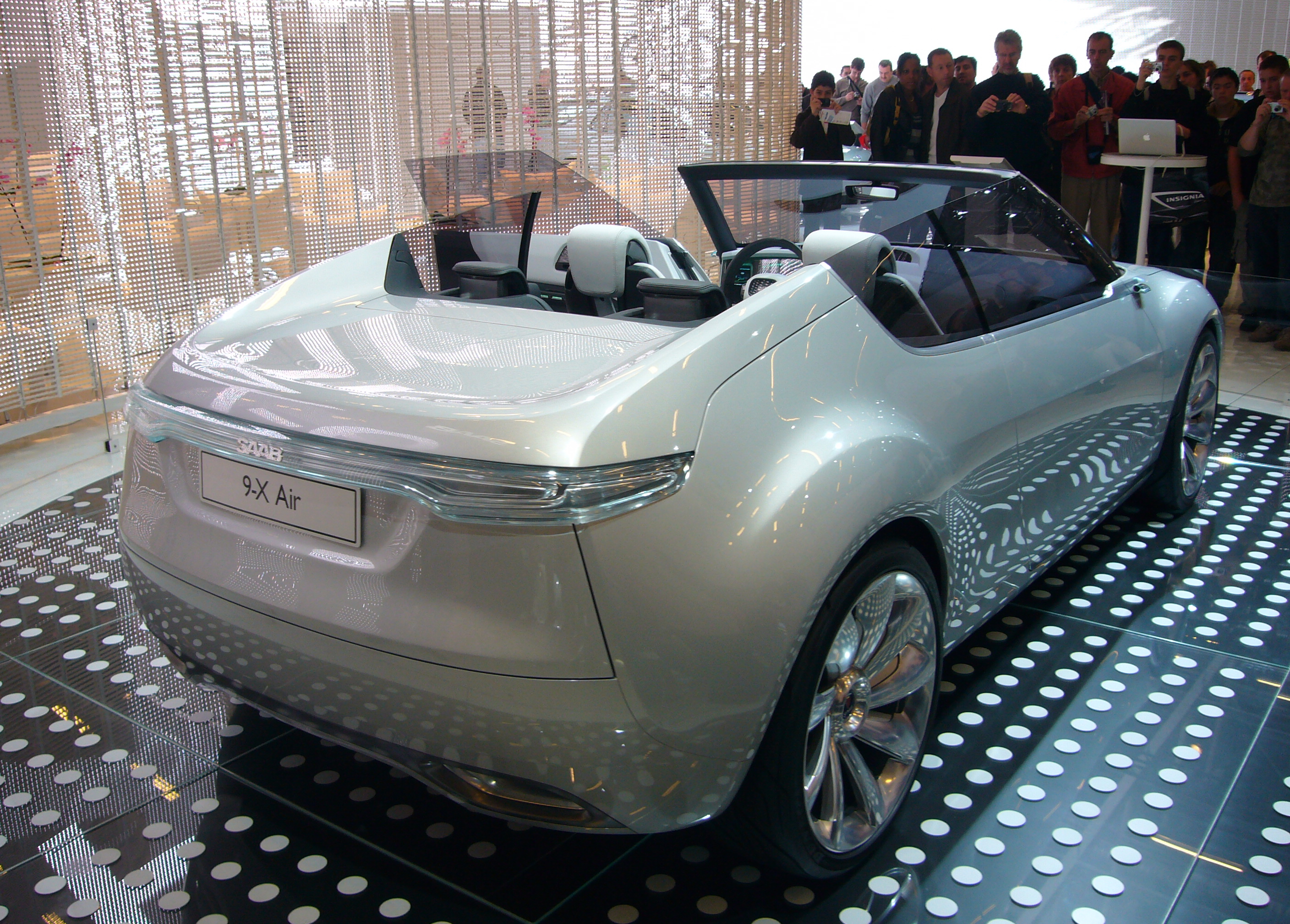
Saab 9-X Air

## История термина
Термин кабриолет произошёл от вагонного кабриолета: «лёгкой двухколесной повозки со складывающейся крышей, в которую запрягалась одна лошадь, способной вместить двух человек».

## Повозка-кабриолет
Первые кабриолеты появились во Франции в начале XIX века. Вскоре этот вид наёмного пассажирского транспорта вытеснил из обихода более тяжёлые повозки и стал весьма популярным в Париже, Лондоне и других городах.
Кабриоле́т (м.), кабриоле́тка, кабрио́лка (ж.) — двуколая колясочка, двуколка, одноколка, оде́рчик, беда, опроки́дка, брыкушка, брыкалка.

## Автомобиль-кабриолет
Современные автомобили-кабриолеты оснащают складываемым мягким (из винила или полотна) либо жёстким верхом. Они, как правило, выполнены на базе усиленных кузовов обычных дорожных седанов, хетчбэков и оснащены только тремя (очень редко пятью) дверьми.
В различных странах этот тип кузова называется по-разному. В континентальной Европе распространены производные от французского слова «Cabriolet» («кабриоле»). В Великобритании такие автомобили исторически называли «Drop-head coupé» («купе с опускающимся верхом»), а в настоящее время в английском языке, в особенности в США и Австралии, распространён термин «Convertible» («трансформируемый»).
Также, существовали и существуют близкие типы кузовов:
- Родстер
- Фаэтон
- Тарга

В начале 1960-х, в связи с увеличением требований к безопасности, производители стали выпускать кабриолеты в кузове тарга. Основное его отличие — наличие дуги безопасности и заднего стекла. Это позволило повысить безопасность в случае опрокидывания. Первой такой моделью стал Triumph TR4 1961 года выпуска, и в дальнейшем его стали использовать многие европейские и американские производители.
- Спидстер

Это спортивный, менее практичный для каждодневной эксплуатации, вариант родстера, который бывает одно- или двухместным. Кузов — как и у родстера открытого типа, боковых дверей, как правило, две. Ветровое, заднее и/или боковые стёкла часто низкие, либо отсутствуют вовсе. У спидстера может не быть складной или жёсткой крыши, из-за низкого ветрового стекла (при наличии возможности установки, крыша устанавливается полностью вручную, как на классических моделях).
Всё это сказывается на эксплуатационных качествах машины (например, дискомфорт при зимней езде, необходимость надевать шлем при отсутствующем ветровом стекле), поэтому сегодня производители практически не выпускают подобные массовые серийные модели, хотя в первой половине XX века данный тип кузова был очень популярен. Но крупные производители иногда выпускают мелкой серией спидстеры, которые являются модификациями серийных моделей, например, Mercedes-Benz SLR McLaren Stirling Moss, официально показанный в 2008 году или Porsche 911 Speedster (997), официально показанный в 2010 году. Кроме того существует ряд мелких фирм, выпускающих автомобили с ретро-дизайном или создающие реплики классических моделей с таким типом кузова. Также данный тип кузова встречается на гоночных моделях, например, на Ле-Мановских прототипах.

## Галерея родстеров и кабриолетов

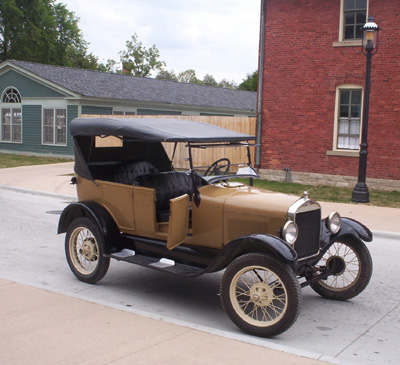
Ford Model T.
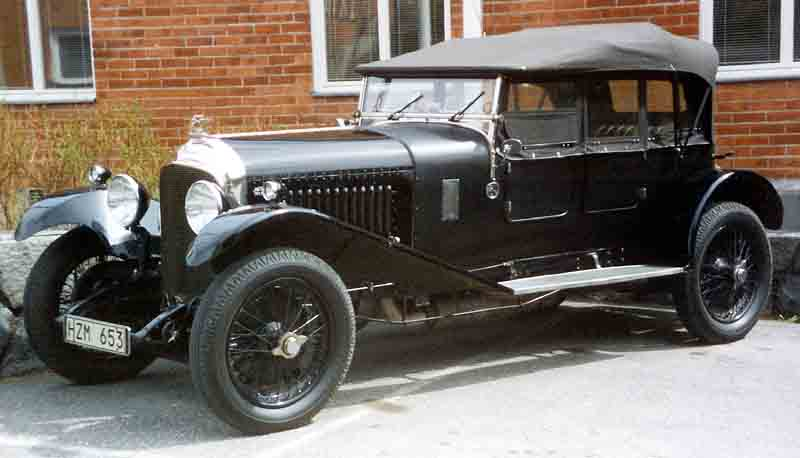
Bentley 4½ Litre 1929.
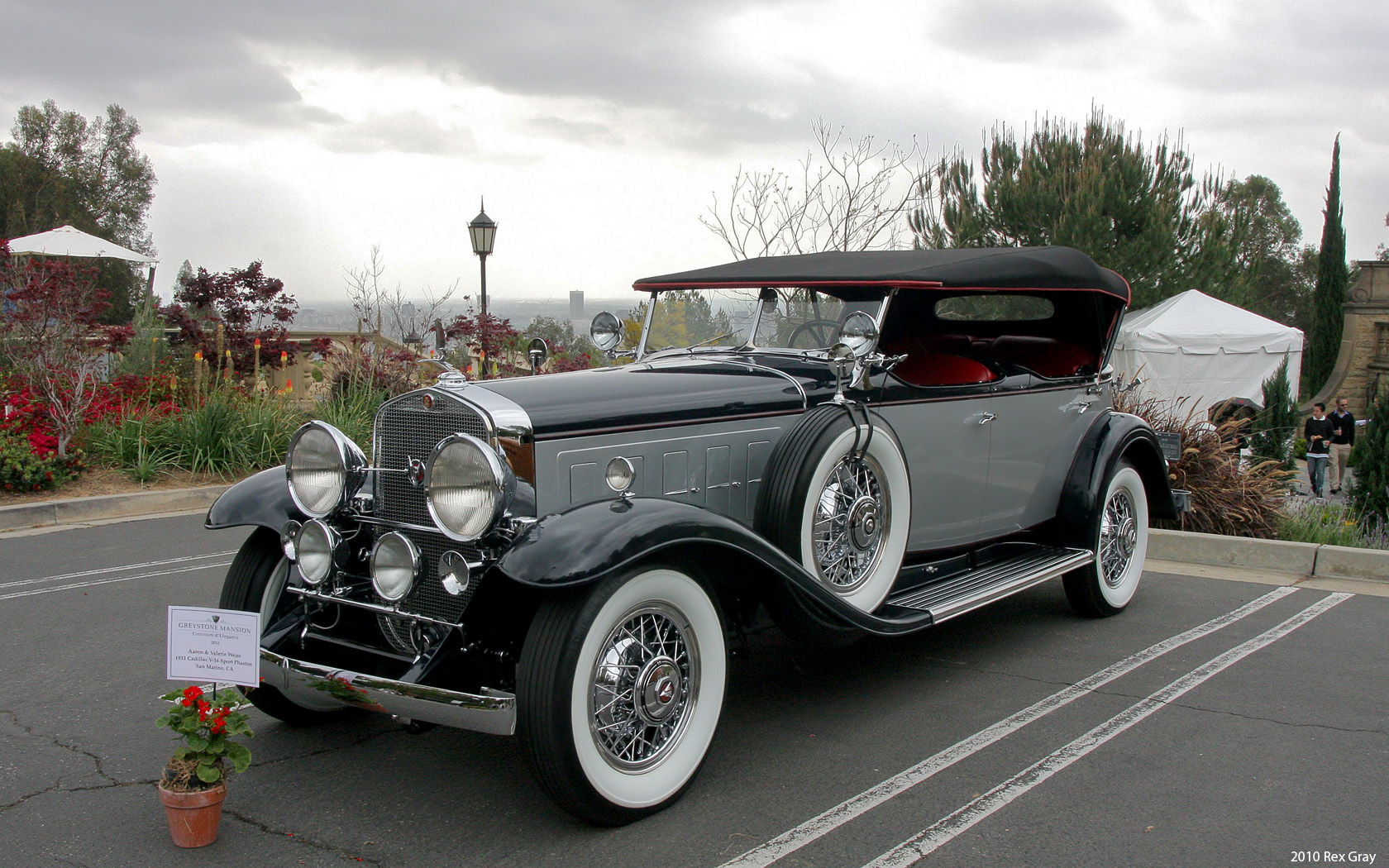
Cadillac V-16 Sport Phaeton.
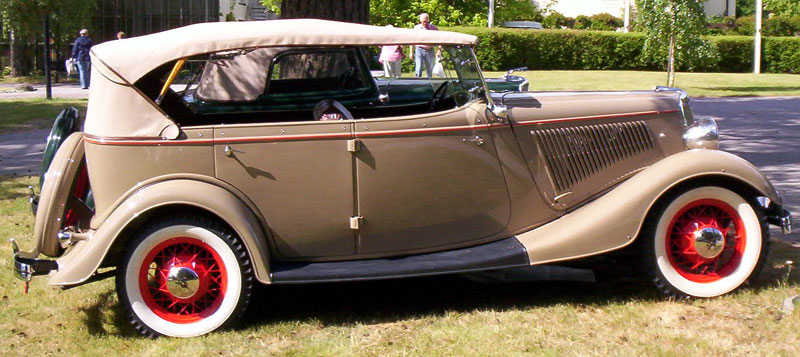
Ford Phaeton 1934.
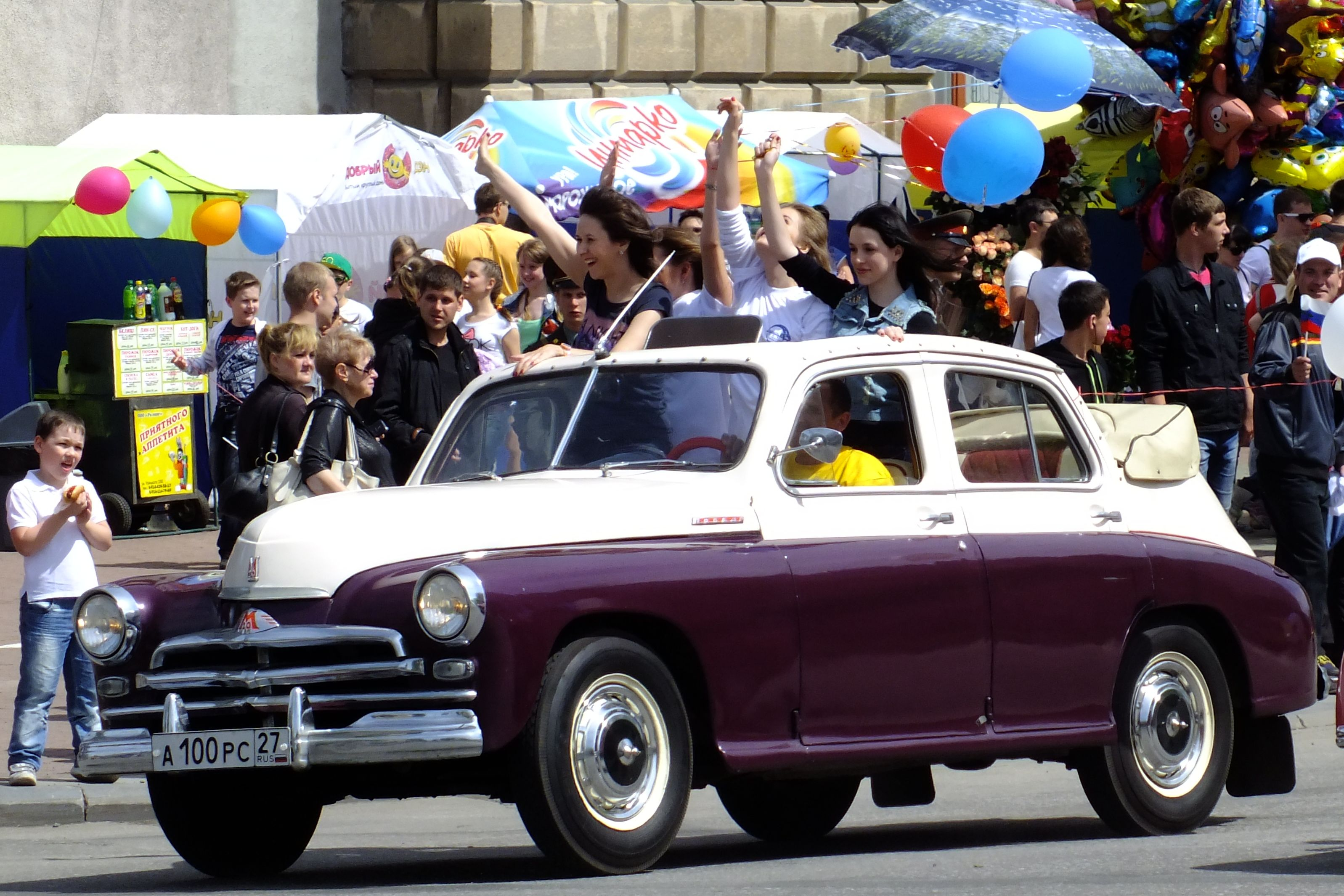
ГАЗ-М-20 «Победа».
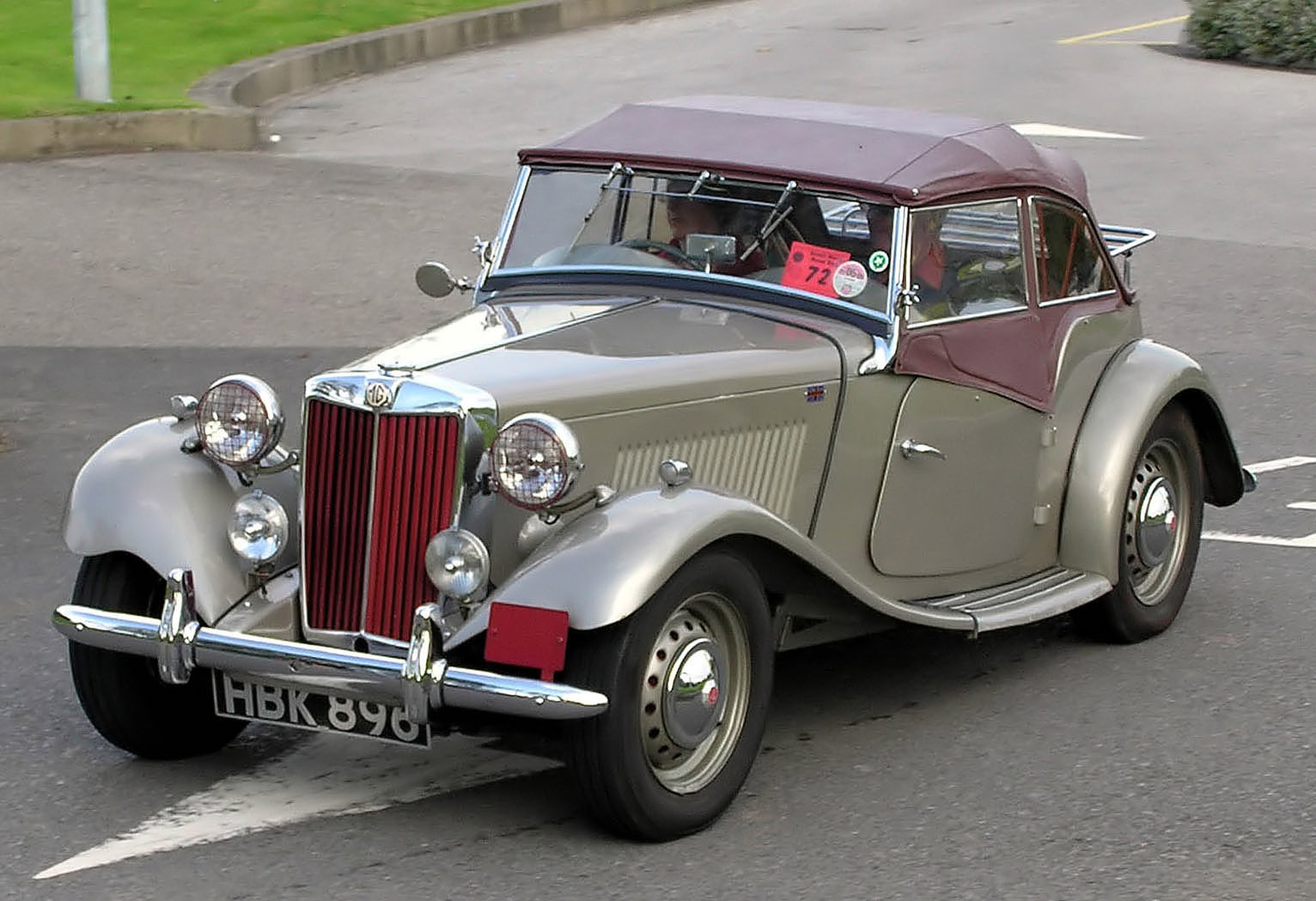
MG TD.
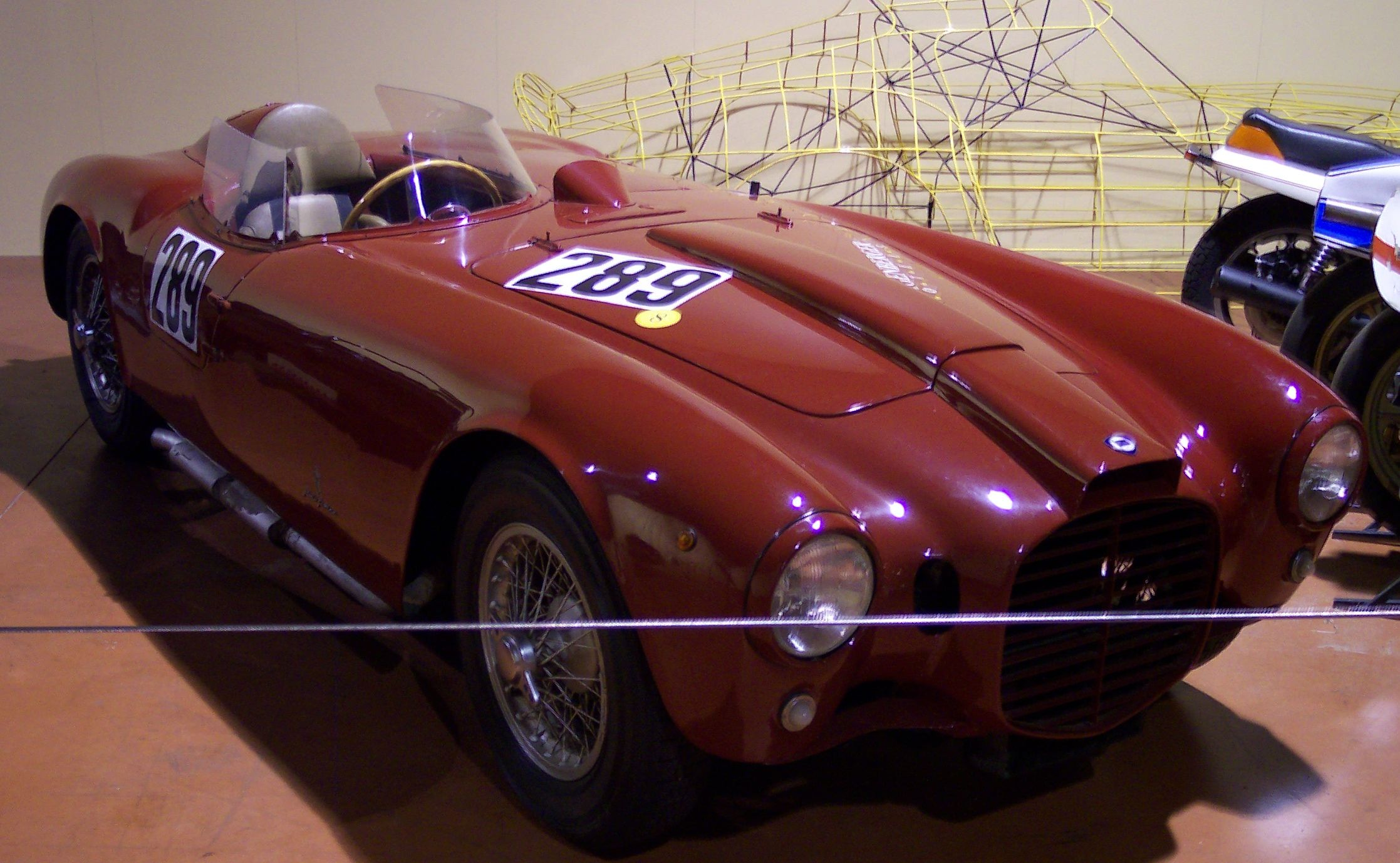
Lancia D23 Spyder 1953.
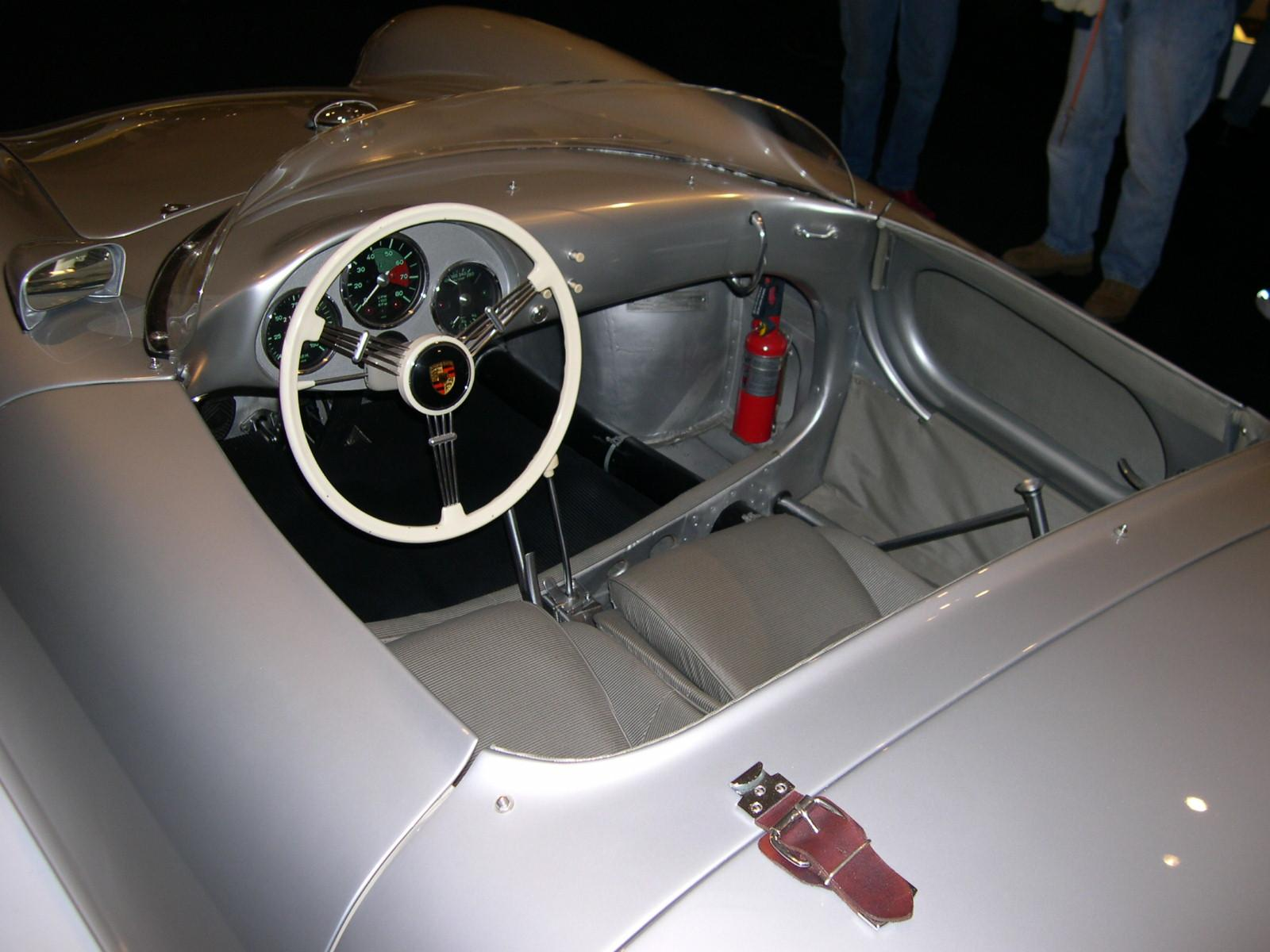
1955 Porsche 550 Spyder.
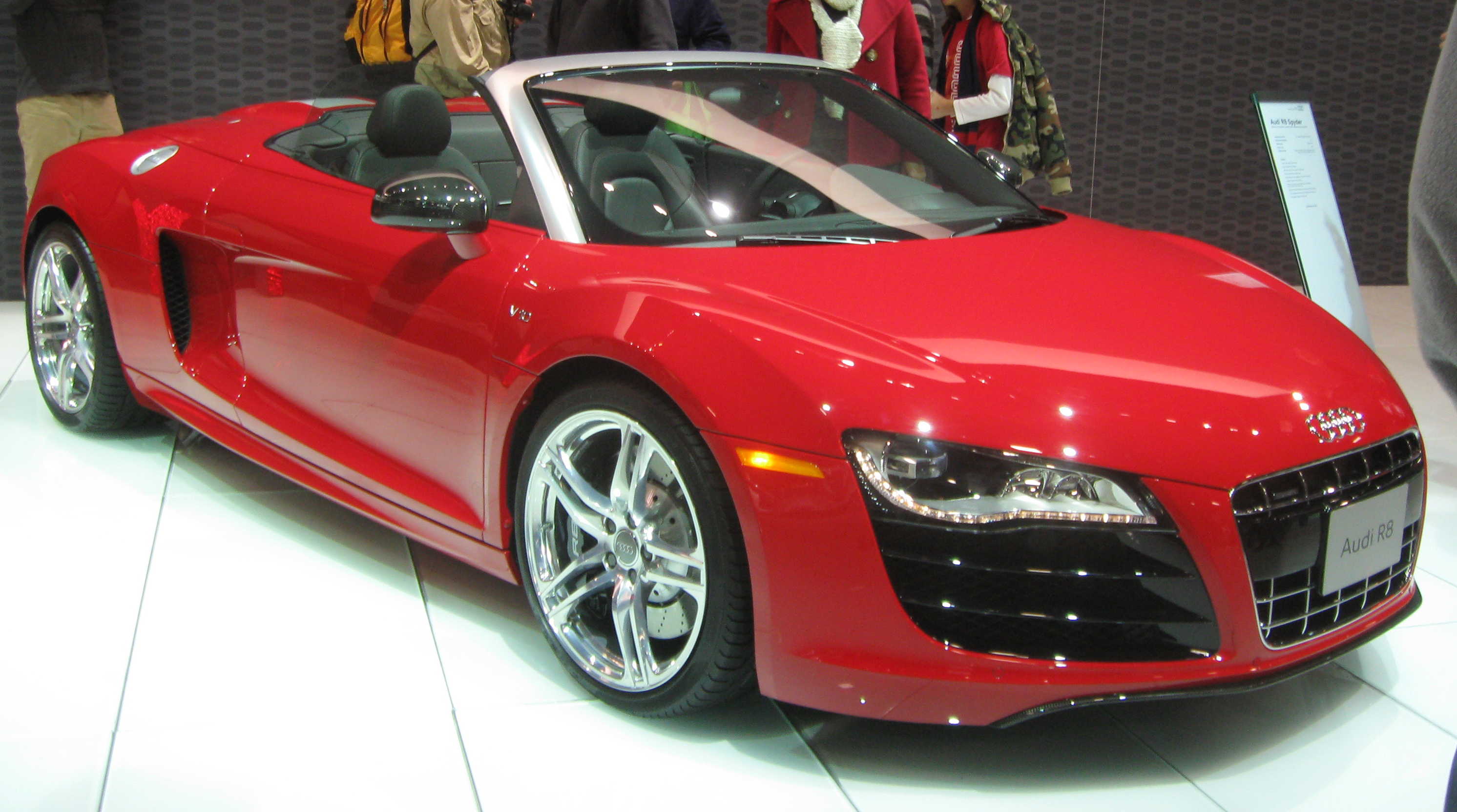
Audi R8 Spyder.
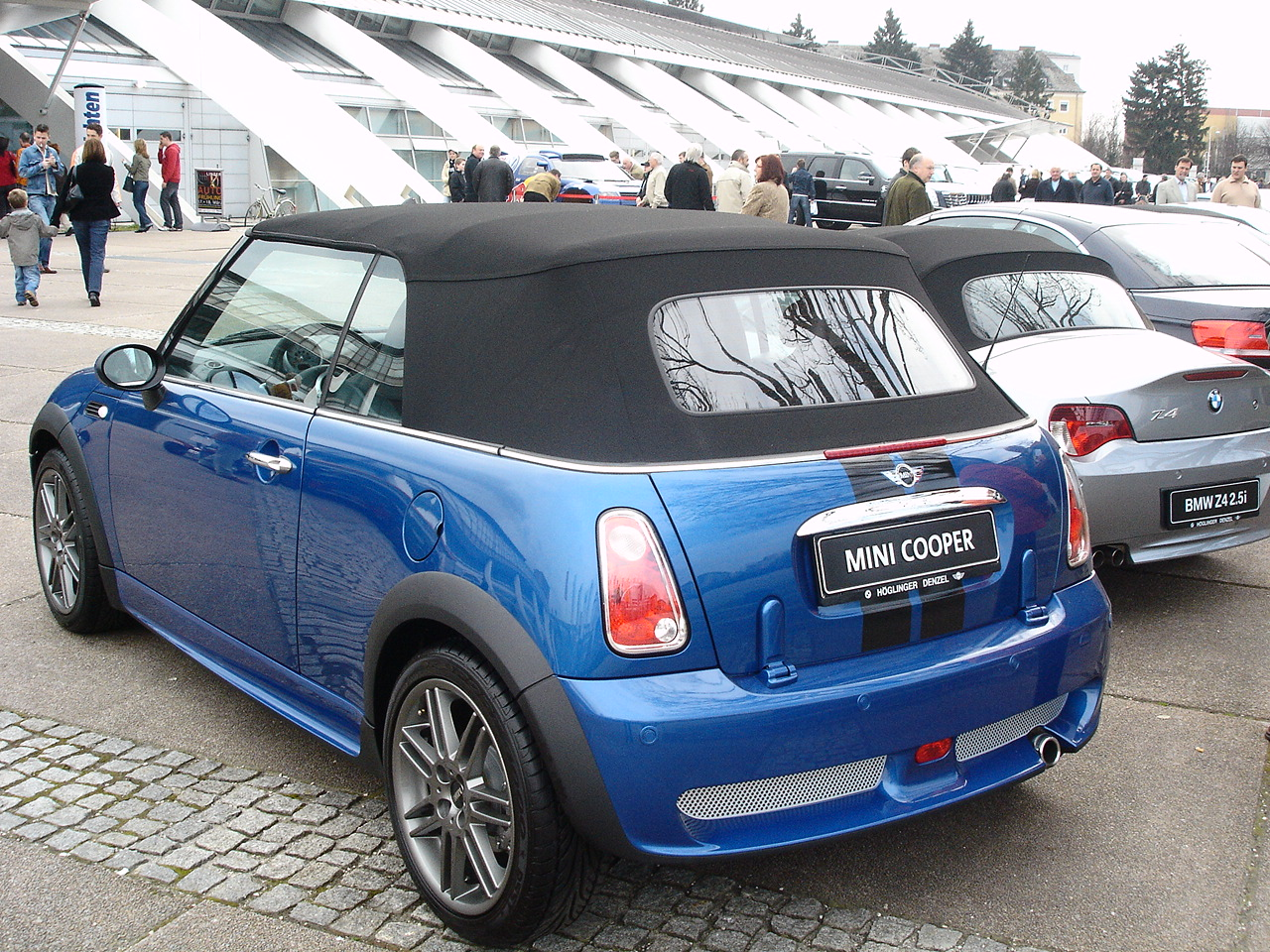
Mini Cooper Convertible.
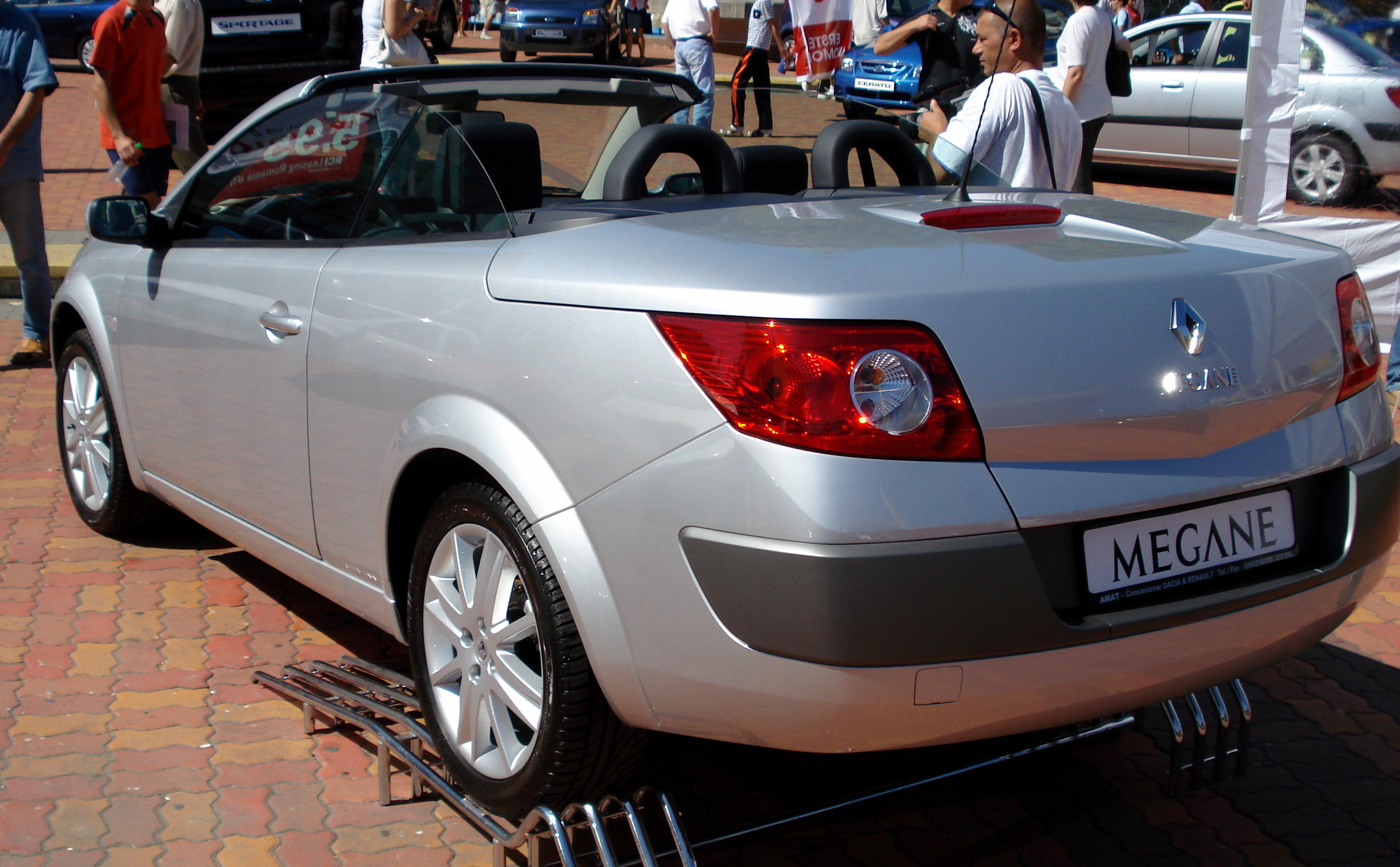
Renault Megane CC.
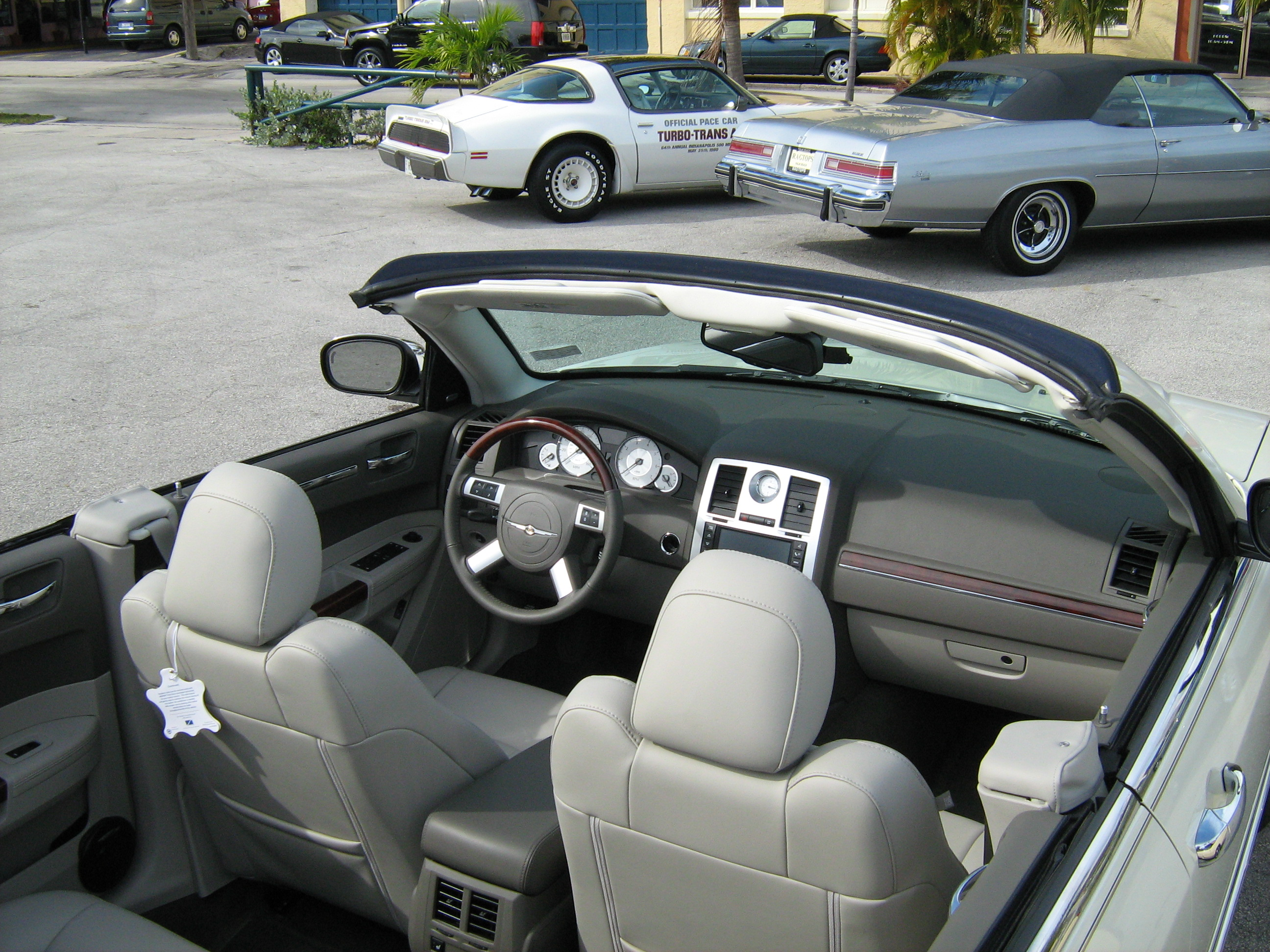
Chrysler 300C Convertible.
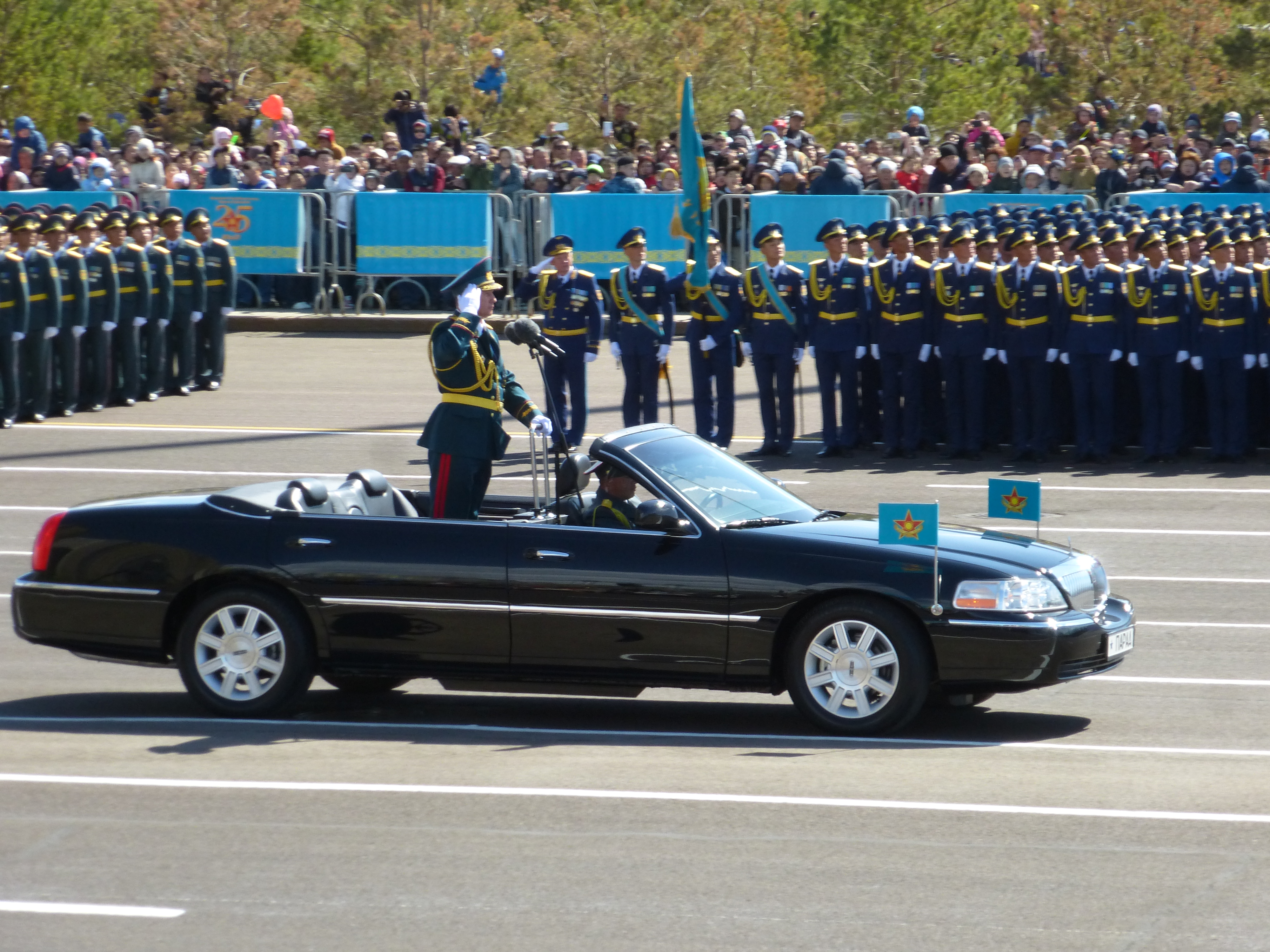
Lincoln Town Car.
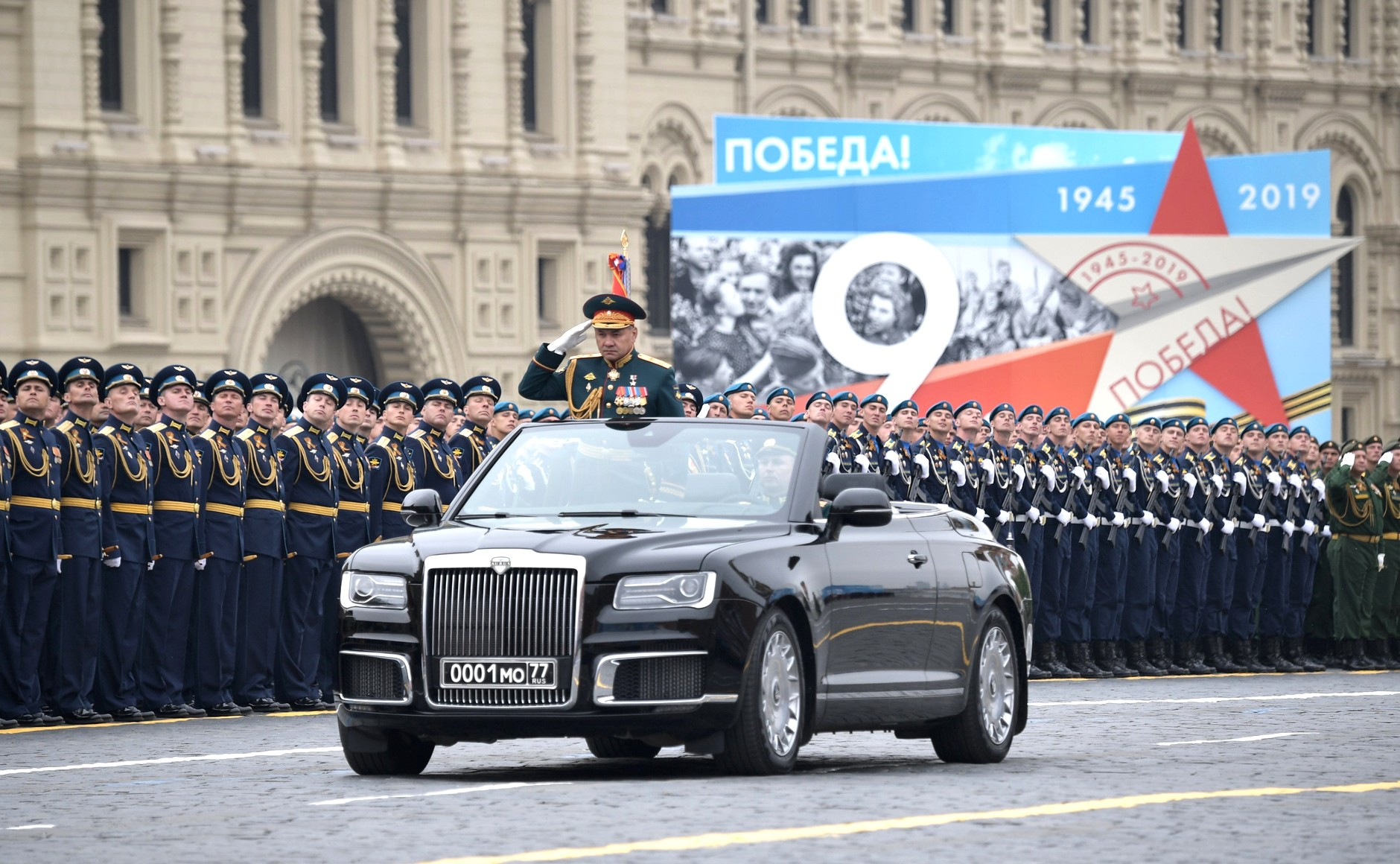
Кабриолет Aurus Senat на военном параде на Красной площади 9 мая 2019 года.